# معركة كريسي
وقعت معركة كريسي في السادس والعشرين من أغسطس عام 1346 شمال فرنسا، بين الجيش الفرنسي بقيادة الملك فيليب السادس والجيش الإنجليزي بقيادة الملك إدوارد الثالث. هاجم الجيش الفرنسي الإنجليز أثناء اجتيازهم شمال فرنسا خلال حرب المائة عام، ما أدى إلى انتصارٍ إنجليزي ساحق وخسارات كبيرة في الأرواح لدى الجانب الفرنسي.
رسا الجيش الإنجليزي على شبه جزيرة كوتنتين في 12 يوليو، وأحرق في طريقه عددًا من أغنى أراضي فرنسا على بعد 3 كيلومتر من مدينة باريس، ونهب عدة بلدات أيضًا. زحف الجيش الإنجليزي شمالًا أملًا بالاتصال مع الجيش الفلمنكي الحليف الذي شنّ هجومه من فلاندرز. وصل نبأ انسحاب الفلمنكيين إلى الملك إدوارد، بعدما تمكّن من تجاوز الجيش الفرنسي الذي يطارده، فأمر جيشه بالتحضير لاتخاذ موقع دفاعي على جانب تل قرب بلدة كريسي (كريسي أن بونتيو). شنّ الجيش الفرنسي هجومه في 26 أغسطس، وكان عدد الجنود الفرنسيين أكبر بكثير من نظيره الإنجليزي.
خلال مبارزة قصيرة بين الرماة، استطاع الرماة الإنجليز والويلزيون دحر قوة ضخمة من رماة النشاب المرتزقة في الجيش الفرنسي. شنّ الفرنسيون بعدها سلسلة من هجمات الخيالة على يد الفرسان، لكنهم وقعوا في فوضى جراء طبيعة الهجمات الارتجالية: من خلال شقّ طريقهم وسط الرماة الفرنسيين الهاربين، وعلى الأرض الموحلة، واضطرارهم إلى شن الهجوم على تل منحدر والوقوع في الحفر التي حفرها الإنجليز. كُسرت عزيمة الفرسان المهاجمين أيضًا بسبب كفاءة السهام التي أطلقها الرماة الإنجليز، والتي ألحقت خسائر فادحة. وهكذا، كان زخم الفرسان ينهار ريثما يتمكنون من الوصول إلى الفرسان الإنجليز الذين ترجلوا عن أحصنتهم. وصُف القتال اليدوي الذي بدأ لاحقًا بعدة أوصاف كـ «دموي وبلا رحمة ووحشي ومروّع بشدة». استمرّت هجمات الفرسان الفرنسيين حتى وقت متأخر من الليل، وأدت جميعها إلى نفس النتيجة: قتال عنيف يتبعه إخفاق فرنسي.
حاصر الإنجليز بعدها مرفأ كاليه. شلّت المعركة قدرة الجيش الفرنسي على فكّ الحصار: فسقطت البلدة بيد الإنجليز في العام التالي، وبقيت تحت سلطة الإنجليز لأكثر من قرنين، حتى عام 1558. أكدت معركة كريسي على فعالية القوس الطويل الذي استخدمه الرماة الإنجليز، فأصبح القوس الطويل سلاحًا مهيمنًا على ساحة المعركة في أوروبا الغربية.

## خلفية
امتلك الملوك الإنجليز أراضٍ وألقابًا شرفية فرنسية منذ الفتح النورماندي عام 1066، فكانوا تابعين لملوك فرنسا وفقًا لهذه العلاقة. عقب سلسلة من الخلافات بين فيليب الخامس ملك فرنسا (حكم بين 1328-1350) وإدوارد الثالث ملك إنجلترا (حكم بين 1327-1377)، اجتمع فيليب بالمجلس الأعلى بباريس في 24 مايو عام 1337، واتُفق على استرجاع الأراضي التي يمتلكها إدوارد في فرنسا وضمّها إلى أراضي الملك الشخصية، بناءً على حجة مفادها أن إدوارد خرق التزاماته الإقطاعية تجاه الملك الفرنسي. كانت تلك بداية حرب المائة عام، والتي استمرت 116 سنة.
بدأت 8 سنوات من المعارك الحربية المتقطعة وغير الحاسمة، على الرغم من تكلفتها الباهظة: نفّذ إدوارد 3 حملات في شمال فرنسا بدون فائدة فعليّة، فتُركت إدارة غاسكونية بيد السلطات المحليّة كليًا، بينما شنّ الفرنسيون اعتداءات بليغة خلال حرب الاستنزاف. في أوائل عام 1345، حاول إدوارد شنّ حملة أخرى في الشمال: فبينما أبحر جيشه الرئيسي في 29 يونيو، ورسى قبالة سلاوس في فلاندرز في 22 يوليو، كان الملك مشغولًا بشؤونٍ دبلوماسية. كان من المخطط رسو الجيش الإنجليزي في نورماندي، لكن عاصفة ضربته بعد إبحاره وأدت إلى تفرّقه. طرأت تأخيرات أخرى، وتبيّنت استحالة اتخاذ الجيش أي إجراء قبل الشتاء. في ذلك الوقت، قاد هنري إيرل ديربي حملة غاسكونية متزعمًا الجيش الأنجلو-غاسكوني. هزم هنري جيشين فرنسيين كبيرين في معركتي برجراك وأوبيروش، واستولى على أكثر من 100 بلدة وتحصين عسكري في بيريغور وأجونيه، ما أكسب الممتلكات الإنجليزية في غاسكونية عمقًا استراتيجيًا.
زحف جيش فرنسي، قوامه بين 15 ألف إلى 20 ألف مقاتل، نحو غاسكونية في مارس عام 1346. كان الجيش الفرنسي متفوقًا عدديًا على أي قوة مقاتلة قد يتمكّن الأنجلو-غاسكون من جمعها، حتى لو استعانوا بكافة الضباط العسكريين لدى العائلة الملكية. ترأس الجيش الفرنسي جان الثاني دوق نورماندي، وهو ابن الملك فيليب السادس ووريث عرشه. حاصر الفرنسيون بلدة إغوايّون ذات الأهمية الاستراتيجية واللوجستية، وفي الثاني من أبريل، صدر ما يُعرف بـarrière-ban، وهو دعوة رسمية لحمل السلاح تشمل كافة الذكور القادرين جسديًا، وشملت الدعوة إلى حمل السلاح مناطق جنوب فرنسا. ركّزت المساعي الفرنسية المالية واللوجستية، والقوة البشرية أيضًا، على إنجاز هذه العملية العسكرية. أرسل إيرل ديربي، والتي تُعرف اليوم باسم لانكاستر، نداءً عاجلًا للملك إدوارد طلبًا للمساعدة. كان الملك إدوارد ملزمًا قانونيًا بإغاثة تابعه، وليس أخلاقيًا فقط، فالعقد الذي يربطه بلانكاستر ينصّ على تقديم إدوارد المساعدة إلى الأولى، بطريقة أو بأخرى، عندما تتعرض إلى هجوم من جيش متفوّق عدديًا.
كان إدوارد حينها يجنّد جيشًا جديدًا، واستطاع جمع أكثر من 700 سفينة لنقل الجيش إلى فرنسا -وهو أكبر أسطول بحري في تاريخ إنجلترا حتى يومنا. كان الفرنسيون على دراية بمساعي إدوارد، واعتمدوا على البحرية الفرنسية لحماية سواحل فرنسا الشمالية من أي رسو إنجليزي محتمل. كان هذا الاعتماد في غير محلّه، ولم يستطع الفرنسيون منع إدوارد من النجاح في عبور بحر المانش.

## تمهيد
رسا الإنجليز في سان فا لا أوغ، الواقعة في نورماندي، في 12 يوليو من عام 1346. حقق الإنجليز بعد رسوّهم مفاجأة إستراتيجية خالصة، وأكملوا زحفهم جنوبًا. دمّر جيش إدوارد كل البلدات الفرنسية التي كانت على طريقه، ونهب كل ما يستطيع نهبه من السكان. هاجم الإنجليز بلدة كان في 26 يوليو، وهي التي كانت مركزًا ثقافيًا وسياسيًا ودينيًا وماليًا في شمال غرب نورماندي، واستمروا في نهب البلدة مدّة 5 أيام. قُتل أكثر من 5000 جندي ومدني فرنسي، من بينهم راؤول الثاني كونت أو Eu والقائد الأعلى للجيش الفرنسي. أرسل إدوارد الثاني أسطوله للعودة إلى إنجلترا محملًا بالغنائم في 29 يوليو، حاملًا معه أمرًا بجمع تعزيزات ومؤن وأموال وإرسالها إلى جيشه الذي سيعسكر في لو كروتوا، الواقعة على الضفة الشمالية لمصب نهر السوم. زحف الإنجليز نحو نهر السين في الأول من أغسطس.
كان الوضع العسكري للجيش الفرنسي صعبًا: فكان الجيش الفرنسي الرئيسي، الذي يترأسه جان دوق نورماندي وابن فيليب السادس، ملزما بحصار إغوايّون المستعصي في الجنوب الغربي. عقب الرسو المفاجئ في نورماندي، عمد إدوارد إلى تخريب إحدى أغنى الأراضي في فرنسا، مستعرضًا قدرته على التقدّم في الأراضي الفرنسية كيفما يشاء. غزت قوة إنجليزية صغيرة فرنسا انطلاقًا من أراضي فلاندرز، بالاستعانة بالعديد من الفلمنكيين، في الثاني من أغسطس، وكانت الدفاعات الفرنسية هناك ضعيفة للغاية. بالإضافة إلى ذلك، كانت الخزينة الفرنسية شبه خالية. في 29 يوليو، أعلن فيليب الدعوة لحمل السلاح، أو arrière-ban، في شمال فرنسا، وطلب من كافة الذكور القادرين جسديًا التجمع في روان، حيث سيصل فيليب بنفسه في الحادي والثلاثين من الشهر ذاته.

### أعلام
- لويس الأول، كونت فلاندرز